# Aleksander Benczak
Aleksander Benczak (ur. 25 stycznia 1923 w Brześciu, zm. 25 maja 2010 w Łodzi) — polski aktor teatralny, filmowy i telewizyjny oraz pedagog. Absolwent PWST w Łodzi (1952), starszy wykładowca PWSFTviT w Łodzi (1974-92).

## Teatr
W teatrze zadebiutował 11 lipca 1951 r. jeszcze jako student PWST. Występował w kilku teatrach: Powszechnym w Łodzi (1951-1960), Polskim w Bielsku-Białej (1960-1963), Ziemi Łódzkiej w Łodzi (1963-1971), a także w Teatrze im. Stefana Jaracza w Łodzi (1971-90).

### Spektakle teatralne (wybór)
- 1951: Jacht Paradise jako Marynarz II (reż. Jadwiga Chojnacka)
- 1951: Ożenek z posagiem jako Mikołaj Kuroczkin (reż. Roman Sykała)
- 1952: Eugenia Grandet jako Bergerin (reż. Kazimierz Opaliński)
- 1952: Intryga i miłość jako Oficer (reż. Maria Kaniewska)
- 1953: Królowa Śniegu jako Ren (reż. Maria Malicka)
- 1953: Dożywocie jako Służący (reż. J. Chojnacka)
- 1954: Kopciuszek jako Książę (reż. M. Malicka)
- 1955: Mazepa jako Chrząstka (reż. J. Chojnacka)
- 1956: Studencka miłość jako Marek (reż. Stefania Domańska)
- 1957: Cyd jako Don Sanszo (reż. Zbigniew Koczanowicz)
- 1958: Wiele hałasu o nic jako Borachio (reż. Jerzy Ukleja)
- 1958: Królowa przedmieścia jako Benzek; Właściciel Panoptikum (reż. Z. Koczanowicz)
- 1960: Angelo tyran Padwy jako Anafesto Galeofa (reż. Z. Koczanowicz)
- 1961: Panna z mokrą głową jako Jerzy Zadora (reż. Mieczysław Dembowski)
- 1961: Słomkowy kapelusz jako Tardiveau (reż. Andrzej Uramowicz)
- 1962: Ondraszek jako Somerlik (reż. A. Uramowicz)
- 1963: Małżeństwo Kreczyńskiego jako Michał Wasiliewicz Kreczyński (reż. Aniela Borysławska)
- 1963: Balladyna jako Fon Kostryn (reż. A. Borysławska)
- 1964: Barbara Radziwiłłówna jako Boratyński (reż. A. Borysławska)
- 1966: Anioł na dworcu jako Podróżny I (reż. Czesław Staszewski)
- 1966: Rewolwer jako Baron Mortara (reż. A. Borysławska)
- 1968: Mieszczanie jako Pierczychin (reż. A. Borysławska)
- 1969: Ballada o tamtych dniach jako Ksiądz (reż. C. Staszewski)
- 1969: Bomba wybuchnie o dziewiątej jako Otto (reż. A. Borysławska)
- 1970: Świętoszek jako Tartuffe (reż. A. Borysławska)
- 1970: Kordian jako Grzegorz (reż. Jan Perz)
- 1971: Zazdrość i medycyna jako Widmar (reż. A. Borysławska)
- 1971: Wyzwolenie jako Stary Aktor (reż. Aleksander Strokowski)
- 1972: Trędowata jako Książę Franciszek (reż. Ryszard Sobolewski)
- 1975: Burza jako Gonzalo (reż. Witold Zatorski)
- 1975: Dni Turbinów jako Lokaj (reż. Jan Maciejowski)
- 1976: Nie-Boska komedia jako Gość II; Pan (reż. J. Maciejowski)
- 1977: Znachor jako Chłop (reż. R. Sobolewski)
- 1977: Koriolan jako Obywatel II (reż. J. Maciejowski)
- 1979: Król Henryk IV jako Szeryf (reż. J. Maciejowski)
- 1980: Rewizor jako Swistunow (reż. Walery Fokin)
- 1980: Rozmowy przy wycinaniu lasu jako Ekspert (reż. Bogdan Hussakowski)
- 1980: Kartoteka jako Starzec II (reż. Ryszard Major)
- 1981: Jak wam się podoba jako Lord w Pałacu Fryderyka (reż. B. Hussakowski)
- 1983: Derwisz i śmierć jako Kara-Zaim (reż. Zoran Ristović)
- 1985: Adrianne Lecouvreur jako Pan (reż. B. Hussakowski)
- 1986: Ferdydurke jako Nauczyciel (reż. B. Hussakowski)
- 1986: Proces jako Mężczyzna pod bramą; Widz (reż. Jerzy Hutek)
- 1989: Rozwód Figara jako Lekarz (reż. Marcel Kochańczyk)

## Filmografia
- 1955: Zaczarowany rower
- 1960: Szatan z siódmej klasy jako milicjant
- 1972: Palec Boży jako Bolesław Kasprzak, ojciec Tadeusza
- 1976: Zagrożenie jako urzędnik Urzędu Imigracyjnego
- 1984: Alabama jako stryj Piotra
- 1985: Diabelskie szczęście
- 2003-2005: Sprawa na dziś jako pan Marcin

## Odznaczenia i nagrody
- Złoty Krzyż Zasługi (1971)
- Medal 40-lecia Polski Ludowej (1985)
- Odznaka Honorowa "Zasłużony Działacz Kultury" (1975)
- Odznaka Honorowa miasta Łodzi (1968)
- Nagroda i dyplom honorowy za wybitne osiągnięcia w upowszechnianiu kultury (1974)